# Valine
Valine (afgekort als Val of V) is een van de twintig natuurlijk voorkomende aminozuren. Valine bevat als zijketen een apolaire isopropylgroep, waardoor het aminozuur een hydrofoob karakter heeft. Valine wordt geclassificeerd als een essentieel aminozuur, wat inhoudt dat het lichaam het aminozuur niet zelf kan vormen en enkel uit voeding kan worden verkregen.
Net als leucine en isoleucine is valine een aminozuur met een vertakte zijketen, en bezit daardoor een aantal belangrijke fysiochemische eigenschappen. De ziekte sikkelcelanemie wordt bijvoorbeeld veroorzaakt door de vervanging van één aminozuur glutaminezuur door valine in het eiwit β-globine. Omdat valine in tegenstelling tot glutaminezuur hydrofoob is, ontstaan sterke veranderingen in de structuur van de rode bloedcel.

## Biosynthese
In planten en micro-organismen wordt valine de novo gevormd uit eenvoudige verbindingen. De precursor pyrodruivenzuur wordt via een aantal stappen omgezet in α-ketoisovalerinezuur. Na reductieve aminering van dit molecuul (onder invloed van glutamaat) ontstaat valine.
Bij dieren komt deze biosyntheseroute niet voor en deze organismen zijn dus volledig afhankelijk van valine-opname uit voeding. Voor een volwassen mens geldt een aanbevolen dagelijkse hoeveelheid van ongeveer 4 mg per kilogram lichaamsgewicht. Eiwitrijke voedingsmiddelen als vlees, zuivel, (soja)bonen en groenten zijn goede bronnen van valine.

## Eigenschappen
In 1901 werd valine voor het eerst geïsoleerd door Hermann Emil Fischer uit het eiwit caseïne. De naam valine komt van valeriaanzuur, welke op zijn beurt vernoemd is naar de echte valeriaan (Valeriana officinalis), een plant waar de verbinding in relatief grote hoeveelheden in voorkomt.
Valine is een van de natuurlijk voorkomende proteïgene aminozuren, waardoor het deel uitmaakt van vrijwel elk eiwitmolecuul in alle levensvormen. Het aminozuur wordt gecodeerd door de volgende codons in het mRNA: GUA, GUC, GUG en GUU.
De algemene formule is R–CH(NH2)–COOH waarbij R=–CH–(CH3)2 (isopropyl). Volgens de IUPAC-regels worden de koolstofatomen die valine vormen opeenvolgend genummerd beginnend bij 1 van de carboxylkoolstof, tot aan de 4 en 4’ van de twee terminale methylkoolstofatomen.

## Medisch belang

### Insulineresistentie
Valine is, net als andere vertakte aminozuren, in verband gebracht met ongevoeligheid voor insuline: er zijn hoge niveaus van valine aangetoond in het bloed van diabetische muizen, ratten en mensen. Bij insulineresistente muizen (type 2) gaf een dieet met verlaagde niveaus van valine en de andere vertakte aminozuren een verminderde adipositeit en verbeterde insulinegevoeligheid.
Het valine-metaboliet 3-hydroxyisobutyraat bevordert de insulinesistentie van de skeletspieren. De verbinding stimuleert de opname van vetzuren in de spieren, waardoor deze uiteindelijk in de spierweefsels ophopen. Een eiwitarm dieet bij mensen kan de valine-waarden in het bloed doen verlagen, waardoor ook de bloedglucose-waarden afnemen.

### Hematopoëtische stamcellen
Valine is essentieel voor de vernieuwing van hematopoëtische stamcellen (HSC), wat aangetoond is in experimenten bij muizen. Een valine-arm dieet leidt tot een selectieve uitputting van HSC’s in het beenmerg. Een succesvolle stamceltransplantatie werd uitgevoerd bij muizen zonder bestraling na 3 weken een valine-arm voeding te hebben gekregen. Langdurige overleving van de getransplanteerde muizen werd bereikt wanneer valine gedurende een periode van twee weken geleidelijk terugkeerde in het dieet (om het hervoedingssyndroom te voorkomen).

### Stofwisselingsziekten
De afbraak van valine is verstoord bij de volgende stofwisselingsziekten:
- Ahornsiroopurineziekte

- Gecombineerde malon- en methylmalonacidurie (CMAMMA)
- Methylmalonacidemie
- Propionacidemie